# Partido Republicano del Pueblo
El Partido Republicano del Pueblo (en turco: Cumhuriyet Halk Partisi, abreviado CHP) es un partido político republicano, democrático, secular, de centroizquierda, y kemalista de Turquía. Fue fundado por Mustafa Kemal Atatürk el 9 de septiembre de 1923. Es el partido político más antiguo de Turquía y la principal oposición en la actualidad en la Asamblea Nacional. Se describe como "un partido socialdemócrata, fiel a los principios fundacionales y los valores de la República de Turquía". También es citado como "el partido fundador de la Turquía moderna".
El partido fue establecido durante el Congreso de Sivas, como una unión de grupos de resistencia contra la invasión de Anatolia. El CHP representó a los turcos como un frente unido durante la Guerra de Independencia Turca. El 9 de septiembre de 1923, el entonces "Partido Popular" se declaró como una nueva organización política y el 29 de octubre de ese mismo año, Atatürk fundó la actual República de Turquía. El 10 de noviembre de 1924 la formación adquirió su nombre actual.
En la actualidad, forma parte de la Alianza Nacional, establecida el 1 de mayo de 2018 para las elecciones parlamentarias y presidenciales (de 2018), junto al Partido Bueno (nacionalista), Saadet (islamista) y el DP (liberal); opuestos a las políticas del actual presidente Recep Tayyip Erdoğan.

## Historia

### Fundación: 1919–1923
Véase también: Movimiento Nacional Turco
El Partido Republicano del Pueblo tiene sus orígenes en las organizaciones de resistencia, conocidas como Asociaciones de Defensa de los Derechos, creadas inmediatamente después de la Primera Guerra Mundial en la Guerra de Independencia de Turquía. En el Congreso de Sivas, Mustafa Kemal Pasha (Atatürk) y sus colegas unieron las Asociaciones de Defensa de los Derechos en la Asociación para la Defensa de los Derechos Nacionales de Anatolia y Rumelia (Anadolu ve Rumeli Müdâfaa-i Hukuk Cemiyeti) (A–RMHC), y convocaron elecciones en el Imperio Otomano para elegir a los representantes asociados con la organización. La mayoría de los miembros de la A–RMHC estaban previamente asociados con el Comité de Unión y Progreso.
Tras la disolución de la Cámara de Diputados, los miembros de la A-RMHC proclamaron la Gran Asamblea Nacional como contragobierno del gobierno otomano de Estambul. Las fuerzas de la Gran Asamblea Nacional derrotaron militarmente a Grecia, Francia y Armenia, derrocaron al gobierno otomano y abolieron la monarquía. Después de las elecciones de 1923, la A-RMHC se transformó en un partido político llamado Partido del Pueblo (Halk Fırkası) que pronto cambió su nombre a Partido Republicano del Pueblo (Cumhuriyet Halk Fırkası, y luego Cumhuriyet Halk Partisi) (CHP). Con un parlamento unido, se proclamó la república con Atatürk como su primer presidente, se ratificó el Tratado de Lausana y se abolió el Califato al año siguiente.

### Periodo de partido único: 1923-1950
Artículos principales: Período unipartidista de la República de Turquía y Reformas de Atatürk

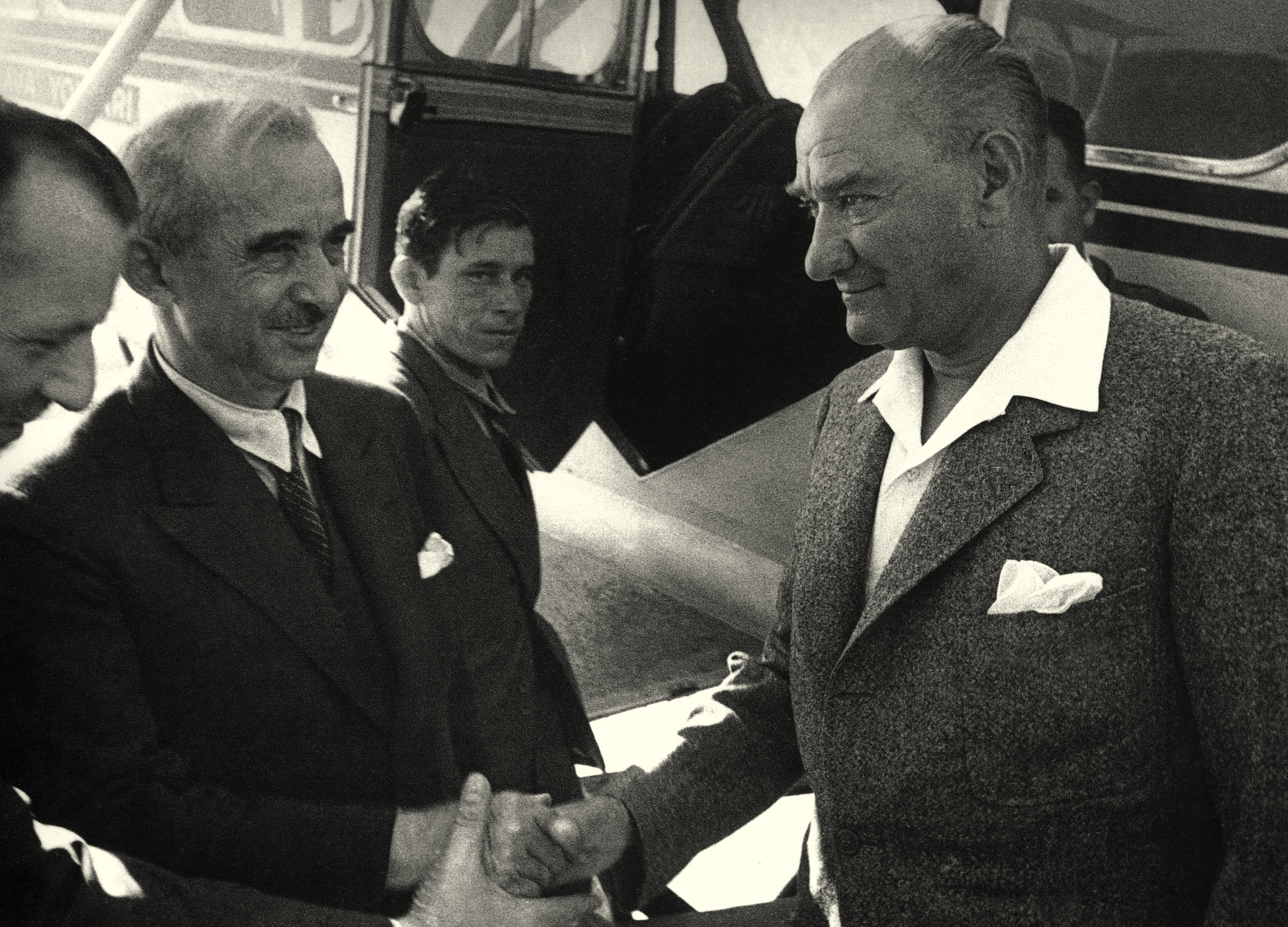
Mustafa Kemal Atatürk y su primer ministro İsmet İnönü, 1936. İnönü lo sucedería como presidente y presidente del CHP después de su muerte.

El Partido del Pueblo de Mustafa Kemal Atatürk comenzó como sucesor de facto del movimiento de los Jóvenes Turcos-Unionismo. En 1924, una oposición de derechas a Atatürk liderada por Kâzım Karabekir, en reacción contra la abolición del Califato, formó el Partido Republicano Progresista. La vida del partido de oposición fue corta. El Partido Republicano Progresista se enfrentó a acusaciones de participación en la rebelión del jeque Said y de conspirar con los miembros restantes del CUP para asesinar a Atatürk en el Asunto de Esmirna. El primer ministro de Atatürk, İsmet İnönü, propuso la aprobación de la Ley para Asegurar la Paz que otorgaba al gobierno poderes extraordinarios. Se declaró la ley marcial, se prohibieron todos los partidos políticos excepto el CHP, se prohibieron todos los periódicos que no fueran los aprobados por el estado (esta prohibición se levantaría en 1930) y los partidarios de Karabekir fueron purgados del gobierno. La Turquía republicana fue el tercer estado monopartidista de la Europa de entreguerras, después de la Unión Soviética y la Italia fascista.Durante las dos décadas siguientes, Turquía estuvo bajo una dictadura autoritaria paternalista de partido único, con una interrupción: otro breve experimento de política de oposición a través de la formación del Partido Republicano Liberal.

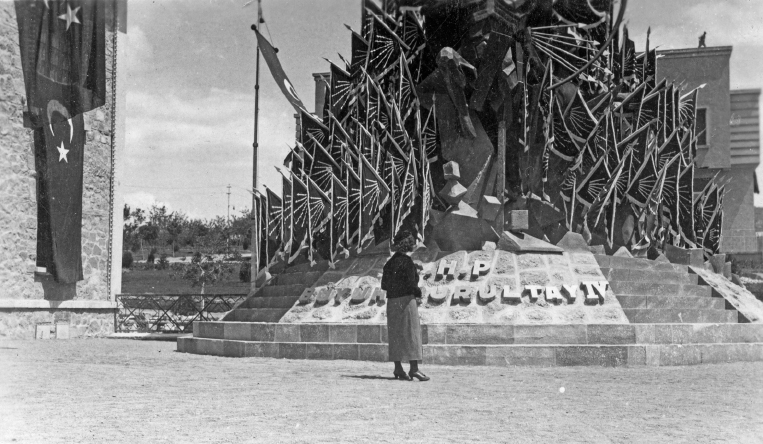
La estatua de las Seis Flechas en el jardín de la Gran Asamblea Nacional durante la 4.ª Convención Ordinaria del Partido Republicano del Pueblo, 1935

Entre 1924 y 1946, el CHP introdujo reformas sociales, culturales, educativas, económicas y jurídicas radicales que transformaron a Turquía en un Estado nacional republicano. Entre esas reformas se encontraban la adopción de los códigos jurídicos y penales suizo e italiano, la aceleración de la industrialización, la reforma agraria y los programas de desarrollo rural, políticas de asimilación forzosa, un secularismo estricto, el sufragio femenino y el cambio del alfabeto árabe al alfabeto latino en la escritura turca, por nombrar solo algunas. Una vez resuelta la cuestión del otomanismo, se dio prioridad a la construcción de la nación turca, lo que implicó la propaganda nacionalista, la purificación del idioma y la propagación de teorías raciales pseudocientíficas. En el segundo congreso ordinario del partido, celebrado en 1927, Atatürk pronunció un discurso de treinta y seis horas de duración en el que repasó los últimos diez años cruciales de la historia turca, que terminó con un llamamiento a la juventud turca para que protegiera la República. Su relato ha servido de base para un creciente culto a la personalidad asociado a Atatürk y a la historiografía de la transición del sultanato a la República. En el período de 1930-1939, el CHP de Atatürk aclaró su ideología, pasando de un vago unionismo de izquierdas a las "Seis Flechas": republicanismo, reformismo, laicidad, populismo, nacionalismo y estatismo, además de tomar prestados principios del comunismo y el fascismo (italiano).Definieron los principios de Atatürk, que pronto se conocieron como kemalismo, y se codificaron en la constitución el 5 de febrero de 1937.

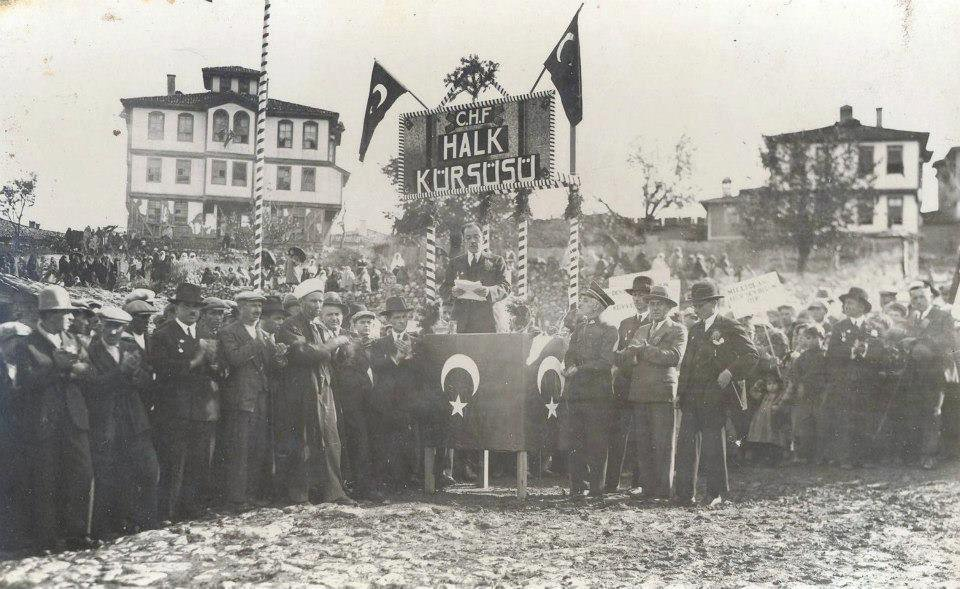
El CHP (conocido entonces con el acrónimo "CHF") patrocinó muchos proyectos de construcción nacional a lo largo de la década de 1930, como los Cursos del Pueblo.

La oposición a las reformas de Atatürk fue reprimida por diversas instituciones coercitivas y la fuerza militar, a expensas de los conservadores religiosos, las minorías y los comunistas. El partido-estado tomó medidas enérgicas contra la resistencia kurda a la asimilación, reprimiendo múltiples rebeliones y alentando la negación de su existencia. Las campañas anticlericales y contra el velo alcanzaron su punto álgido a mediados de la década de 1930. En la tercera convención del partido, se aclaró su enfoque hacia las minorías religiosas de los cristianos y los judíos, aceptándolos como verdaderos turcos siempre que se adhieran al ideal nacional y utilicen la lengua turca.Sin embargo, bajo el clima secularista sancionado por el Estado, los alevíes pudieron hacer grandes avances en su emancipación, y hasta el día de hoy constituyen un electorado central del CHP. Con el inicio de la Gran Depresión, el partido se dividió en facciones estatistas y liberales, con el apoyo del primer ministro de Atatürk, İnönü, y su ministro de finanzas, Celal Bayar, respectivamente. Atatürk apoyó en su mayoría las políticas de İnönü, por lo que el desarrollo económico de la Primera República se limitó en gran medida a las empresas estatales y los planes quinquenales. Otros republicanos de izquierda centrados en el círculo de Kadro fueron considerados inadmisibles, por lo que también fueron suprimidos.
Era de İnönü
El 12 de noviembre de 1938, el día después de la muerte de Atatürk, su aliado İsmet İnönü fue elegido segundo presidente y asumió el liderazgo del Partido Republicano del Pueblo.La presidencia de İnönü vio una fuerte participación del estado en la economía y más iniciativas de desarrollo rural como los Institutos de Aldea. En asuntos exteriores, el estado de Hatay fue anexado e İnönü adoptó una política de neutralidad a pesar de los intentos de los Aliados y las potencias del Eje de llevar a Turquía a la Segunda Guerra Mundial, durante la cual se implementó un reclutamiento y racionamiento extensivo para asegurar una neutralidad armada. Los no musulmanes sufrieron especialmente cuando el gobierno del CHP implementó "impuestos a la riqueza" discriminatorios, batallones de trabajo y campamentos de peones. En el transcurso de la guerra, el CHP finalmente rechazó el ultranacionalismo, y los panturquistas fueron purgados en los Juicios por Racismo y Turanismo.
Tras la Segunda Guerra Mundial, İnönü presidió la democratización de Turquía. Una vez terminada la crisis de la guerra, estalló de nuevo el faccionalismo entre liberales y estatistas. La Moción de las Cuatro Firmas dio lugar a la dimisión de algunos miembros del CHP, sobre todo de Bayar, que fundó entonces el Partido Demócrata (DP). İnönü convocó a elecciones generales multipartidistas en 1946 (las primeras elecciones generales multipartidistas de la historia del país), en una contienda entre el DP y el CHP. El resultado fue una victoria para el CHP, que ganó 395 de los 465 escaños, en medio de críticas de que las elecciones no habían estado a la altura de los estándares democráticos. Bajo la presión de la nueva oposición parlamentaria conservadora y de los Estados Unidos, el partido se volvió especialmente anticomunista y se retractó de algunos de sus programas de desarrollo rural y políticas anticlericales.En el período comprendido entre 1946 y 1950, el İnönü se preparó para una Turquía pluralista aliada con Occidente.En 1950 se celebraron elecciones generales más libres y justas que llevaron al CHP a perder el poder ante el DP. İnönü presidió una transición pacífica del poder. Las elecciones de 1950 marcaron el final del último gobierno mayoritario del CHP. El partido no ha podido recuperar una mayoría parlamentaria en ninguna elección posterior desde entonces.

### Rumbo hacia la centroizquierda: 1950-1980
Gracias al sistema de "el ganador se lo lleva todo" que se impuso durante la década de 1950, el DP logró victorias aplastantes en elecciones que fueron razonablemente reñidas, lo que significó que el CHP estuvo en la oposición durante 10 años. Mientras tanto, el partido comenzó una larga transformación hacia una fuerza socialdemócrata. Incluso antes de perder el poder, İnönü creó el Ministerio de Trabajo y firmó leyes de protección de los trabajadores, y se dio autonomía a las universidades respecto del Estado.En su noveno congreso en 1951, se fundaron las ramas juvenil y femenina. En 1953, se propuso la creación de sindicatos y cámaras vocacionales, y se agregó al programa del partido el apoyo a un parlamento bicameral, el establecimiento de un tribunal constitucional, la seguridad electoral, la independencia judicial y el derecho de huelga para los trabajadores.
Aunque el DP y el CHP eran rivales, el DP fue fundado por republicanos y continuó principalmente con las políticas kemalistas. Pero a pesar de su nombre, el Partido Demócrata se volvió cada vez más autoritario hacia el final de su mandato. İnönü fue acosado y casi linchado varias veces por partidarios del DP, y el gobierno del PD confiscó propiedades del CHP y acosó a sus miembros. El DP impidió que el CHP formara una alianza electoral con partidos de oposición para las elecciones anticipadas de 1957. En 1960, el DP acusó al CHP de planear una rebelión y amenazó con cerrarlo. Con el ejército preocupado por el autoritarismo del DP, el primer golpe militar de Turquía fue realizado por oficiales subalternos. Después de un año de gobierno de la junta, el DP fue prohibido y el primer ministro Adnan Menderes y dos de sus ministros fueron juzgados y ejecutados. Desde entonces, los partidos de derecha que tienen sus raíces en el DP han atacado continuamente al CHP por su supuesta participación en el ahorcamiento de Menderes.
El CHP surgió como el partido que obtuvo el primer puesto en las elecciones generales de 1961 y formó una gran coalición con el Partido de la Justicia, un partido sucesor del Partido Demócrata. Este fue el primer gobierno de coalición en Turquía, que duró siete meses. İnönü pudo formar dos gobiernos más con otros partidos hasta las elecciones de 1965. Su ministro de trabajo, Bülent Ecevit, fue fundamental para otorgar a los trabajadores turcos el derecho a la huelga y la negociación colectiva. Como líder de la facción de la Izquierda Democrática en el CHP, Ecevit contribuyó a que el partido adoptara el programa de la Izquierda del Centro (Ortanın solu) para esas elecciones, que perdieron contra el Partido de la Justicia.
İnönü favoreció a la controvertida facción de Ecevit, lo que provocó que Turhan Feyzioğlu abandonara el CHP y fundara el Partido de la Confianza. Cuando se le preguntó sobre su razonamiento para favorecer a Ecevit, İnönü respondió: "En realidad, ya somos un partido de izquierda a centro después de abrazar el laicismo. Si eres populista, (también) estás a la izquierda del centro".Con la salida de Feyzioğlu, el CHP participó en las elecciones de 1969 con un programa de izquierda democrática sin reparos, aunque logró un resultado similar al de las últimas elecciones debido a la creciente percepción de que el partido atraía principalmente a la élite urbana educada. İnönü permaneció como líder de la oposición y del CHP hasta el 8 de mayo de 1972, cuando fue derrocado por Ecevit en un congreso del partido, debido a su apoyo a la intervención militar de 1971.

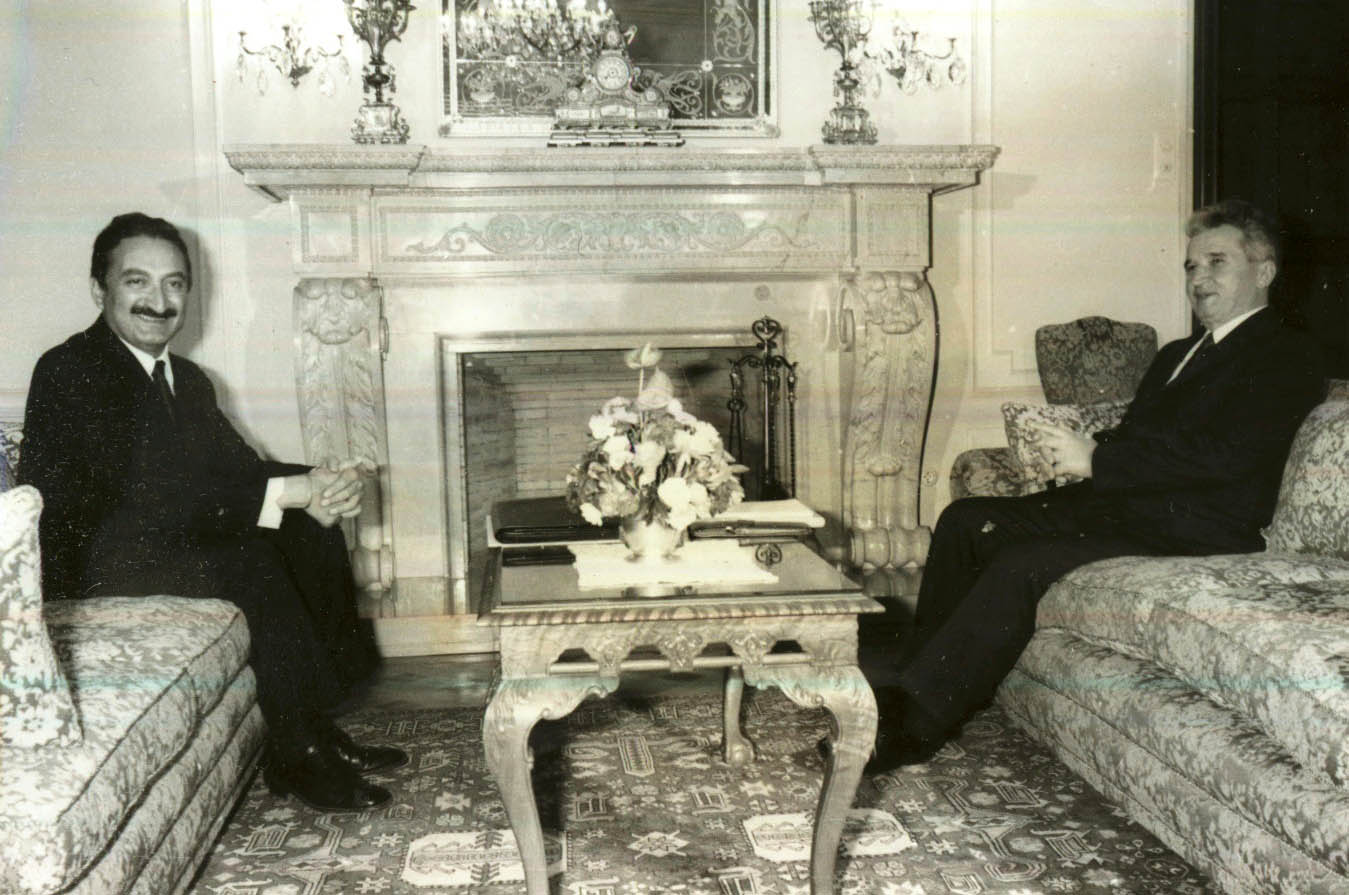
Bülent Ecevit con Nicolae Ceaușescu, 1978.

Ecevit adoptó un papel claramente izquierdista en la política y, aunque siguió siendo firmemente nacionalista, intentó implementar el socialismo democrático en la ideología del CHP. Su llegada vio aumentar el apoyo al partido en las elecciones de 1973. Después de establecer un acuerdo de coalición con un partido islamista, el Partido de Salvación Nacional, Ecevit tomó la decisión de invadir Chipre. En la década de 1970, el partido solidificó sus relaciones con los sindicatos y los grupos de izquierda en una atmósfera de intensa polarización y violencia política. El CHP logró su mejor resultado en una elección multipartidista libre y justa bajo Ecevit, cuando en 1977, el partido recibió el 41% de los votos, pero no el apoyo suficiente para un gobierno estable. Ecevit y su rival político Süleyman Demirel cambiaron constantemente el puesto de primer ministro a medida que se afianzaba el estancamiento partidista. Esto terminó en un golpe militar en 1980, lo que resultó en la prohibición de todos los partidos políticos y en el encarcelamiento y la prohibición de la política de los principales políticos.

### Período de recuperación: 1980-2002
Tanto el nombre del partido "Partido Republicano del Pueblo" como la abreviatura "CHP" estuvieron prohibidos hasta 1987. Hasta 1999, Turquía estuvo gobernada por el Partido de la Madre Patria (ANAP) de centroderecha y el Partido del Camino Verdadero (DYP), sucesores no oficiales del Partido Demócrata y el Partido de la Justicia, así como, brevemente, por el Partido del Bienestar islamista. Los partidarios del CHP también establecieron partidos sucesores. En 1985, Erdal İnönü, hijo de İsmet İnönü, consolidó dos partidos sucesores para formar el Partido Populista Socialdemócrata (SHP), mientras que el Partido de la Izquierda Democrática (en turco: Demokratik Sol Parti, DSP) fue formado por Rahşan Ecevit, la esposa de Bülent Ecevit (Bülent Ecevit más tarde se hizo cargo del DSP en 1987).
En 1987, tras el levantamiento de la prohibición de los políticos anteriores a 1980, Deniz Baykal, un nombre muy conocido del CHP anterior a 1980, restableció el Partido Republicano del Pueblo en 1992, y el SHP se fusionó con el partido en 1995. Sin embargo, el DSP de Ecevit permaneció separado y hasta el día de hoy no se ha fusionado con el CHP. Los observadores señalaron que los dos partidos tenían ideologías similares y dividieron el voto kemalista en los años noventa. El CHP tenía un carácter secularista y establismentista inflexible, y apoyaba la prohibición del velo en espacios públicos y de la lengua kurda.
De 1991 a 1996, el SHP y luego el CHP formaron gobiernos de coalición con el DYP. Baykal apoyó al gobierno de coalición de Mesut Yılmaz después del colapso de la coalición Welfare-DYP tras el "golpe posmoderno" del 28 de febrero. Sin embargo, debido al escándalo del Türkbank, el CHP retiró su apoyo y ayudó a derrocar al gobierno con una moción de censura. El DSP de Ecevit formó un gobierno interino, durante el cual el líder del PKK, Abdullah Öcalan, fue capturado en Kenia. Así, en las elecciones de 1999, el DSP se benefició enormemente en las encuestas a expensas del CHP, y el partido no logró superar el umbral del 10% (8,7% de los votos), por lo que no ganó ningún escaño.

### Principal oposición en el gobierno de Baykal: 2002-2010
En las elecciones generales de 2002, el CHP obtuvo el 20% de los votos, pero el 32% de los escaños en el Parlamento, ya que sólo él y el nuevo AKP (Partido de la Justicia y el Desarrollo) obtuvieron más del umbral del 10% para entrar en el Parlamento. Con el colapso del DSP, el CHP se convirtió en el principal partido kemalista de Turquía. También se convirtió en el segundo partido más grande y el principal partido de la oposición, una posición que ha mantenido desde entonces. Desde las dramáticas elecciones de 2002, el CHP se ha visto sacudido por luchas internas de poder y ha sido superado por los gobiernos del AKP de Recep Tayyip Erdoğan. Muchos de sus miembros criticaron a la dirección del CHP, especialmente a Baykal, de quien se quejaron de que estaba sofocando al partido de sangre joven al rechazar a los jóvenes que se vuelcan a la apatía o incluso votan por el AKP.

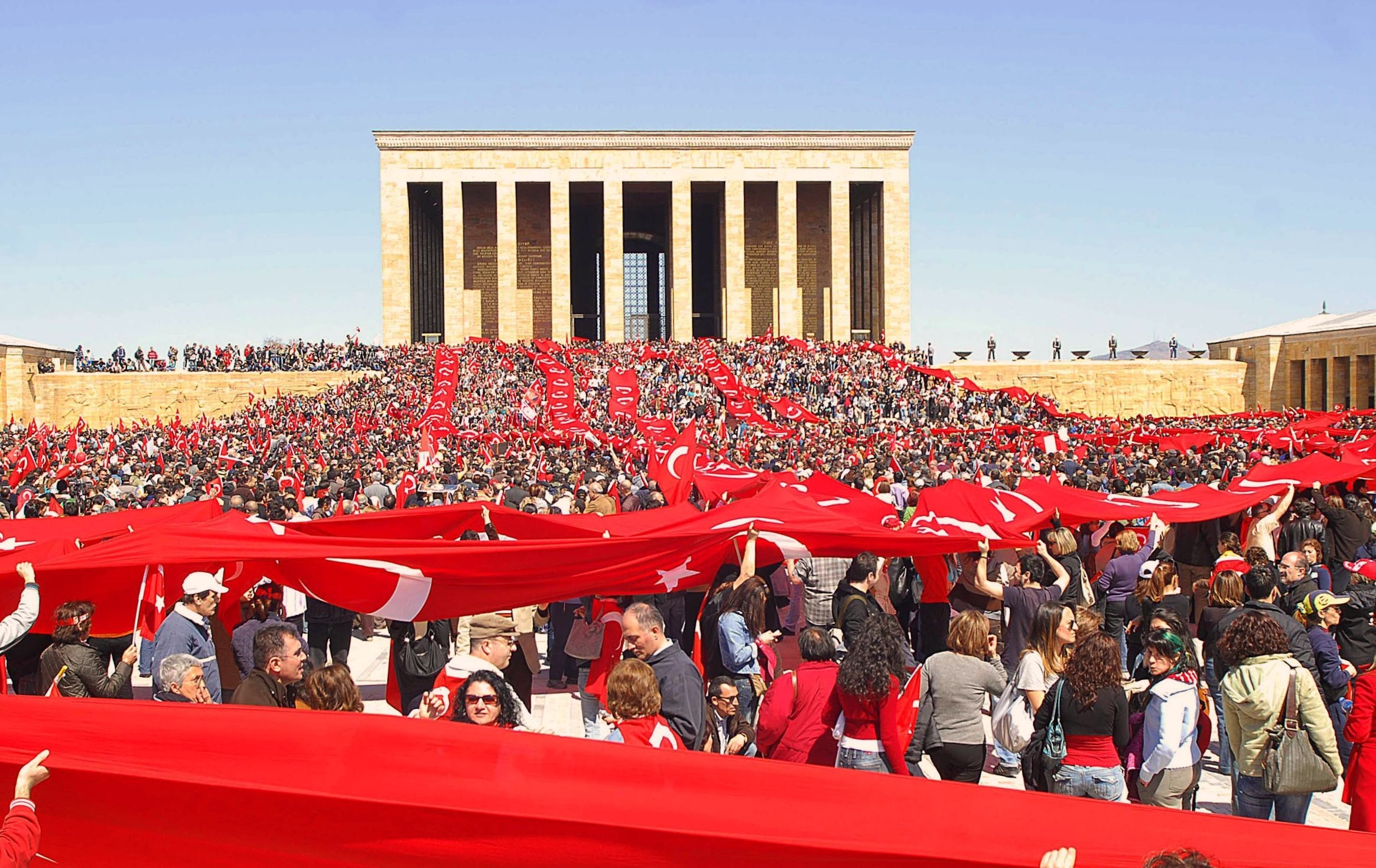
Protesta de la República en Anıtkabir, el mausoleo de Atatürk

En 2007, la culminación de las tensiones entre el establishment laico de Turquía y los políticos del AKP se convirtió en una crisis política. Desde que Baykal proclamó al partido como el baluarte del establishment laico, el CHP ayudó a los intentos antidemocráticos del ejército y el poder judicial de cerrar el recién elegido AKP. La crisis comenzó con protestas masivas de los laicos apoyados por el CHP en reacción al candidato del AKP para las elecciones presidenciales de ese año: Abdullah Gül, debido a su pasado en la política islamista y al uso del hijab por parte de su esposa. La campaña del CHP se centró en la supuesta İrtica (reacción islámica) que la victoria del AKP traería al gobierno, lo que sirvió para alejar a los liberales y demócratas del partido. El CHP decidió boicotear las elecciones (indirectas).Erdoğan, que no logró reunir el quorum necesario para conseguir la reelección, convocó a elecciones anticipadas para ampliar su mandato, en las que el CHP formó una alianza electoral con el DSP, que estaba en decadencia, pero sólo obtuvo el 21% de los votos. Durante la campaña electoral, las Fuerzas Armadas turcas publicaron en Internet un memorando dirigido al AKP. El CHP boicoteó el segundo intento de Gül de ser elegido presidente, aunque esta vez Gül tenía el quorum necesario con la participación del MHP y ganó.La ceremonia de juramentación fue boicoteada por el CHP y el jefe del Estado Mayor, Yaşar Büyükanıt.
El partido también votó en contra de un paquete de enmiendas constitucionales para que el presidente fuera elegido por el pueblo en lugar del parlamento, que finalmente se sometió a referéndum. La campaña del "no", apoyada por el CHP, fracasó, ya que la mayoría de los turcos votaron a favor de las elecciones presidenciales directas. El desafío final contra la existencia del AKP fue un juicio de clausura en 2008 que terminó sin prohibición. Después de la decisión, el gobierno del AKP, en una alianza encubierta con el movimiento Gülen, comenzó una purga de las fuerzas militares, judiciales y policiales turcas de secularistas en los juicios Ergenekon y Sledgehammer, que el CHP condenó.
Entre 2002 y 2010, Turquía celebró tres elecciones generales y dos locales, en todas las cuales el CHP obtuvo entre el 18 y el 23% de los votos.
En el período previo a la invasión de Irak por parte de la coalición liderada por Estados Unidos, la dirigencia del AKP no logró llegar a un consenso sobre si participar o no en la invasión. Por un estrecho margen, el parlamento vetó la invasión de Irak, debido a que la mitad del grupo parlamentario del AKP votó con el CHP contra la guerra. La dirigencia del CHP mantuvo durante un breve período un euroescepticismo moderado mientras el gobierno del AKP se acercaba a un plan de adhesión a la Unión Europea.

### Principal oposición bajo Kılıçdaroğlu: 2010-2023
El 10 de mayo de 2010, Deniz Baykal anunció su dimisión como líder del Partido Republicano del Pueblo después de que se filtrara a los medios de comunicación un vídeo sexual suyo. Kemal Kılıçdaroğlu fue elegido nuevo líder del partido.Kılıçdaroğlu devolvió al CHP su imagen socialdemócrata tradicional y se deshizo de su carácter secularista-establishmentista. Esto implicó construir puentes con los votantes que tradicionalmente no ha atraído: los devotos, los kurdos y los votantes de derecha.Sin embargo, incluso con Kılıçdaroğlu al mando, después de cinco elecciones generales, el CHP todavía no ganó ninguna elección, recibiendo sólo entre el 22 y el 26% de los votos en las elecciones parlamentarias. El CHP apoyó la fallida campaña del "no" en el referéndum constitucional de 2010. En sus primeras elecciones generales, en 2011, el partido aumentó su apoyo en un 25%, pero no lo suficiente como para desbancar al AKP. Las protestas del parque Gezi de 2013 encontraron mucho apoyo en el CHP.

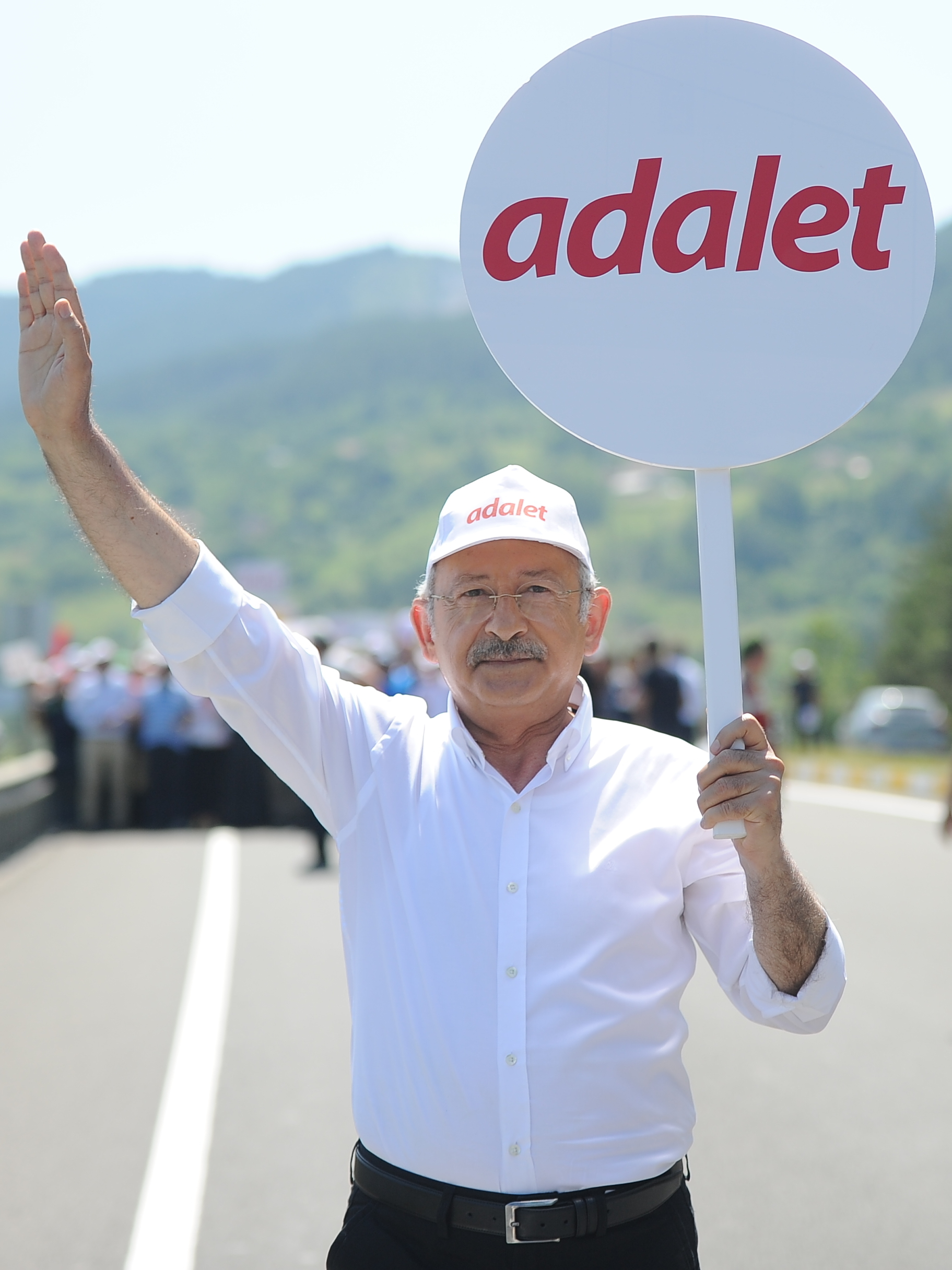
Kemal Kılıçdaroğlu durante la Marcha por la Justicia de 2017

Las elecciones presidenciales de 2014 fueron las primeras en las que el cargo sería elegido directamente y se produjeron justo después de un escándalo de corrupción masiva. El candidato conjunto del CHP y el MHP, Ekmeleddin İhsanoğlu, perdió ante Erdoğan con solo el 38% de los votos. Los dos partidos fueron críticos con las negociaciones del gobierno para la paz con el PKK, que duraron desde 2013 hasta julio de 2015. En las elecciones generales de junio de 2015, el AKP perdió su mayoría parlamentaria debido al debut del pro-kurdo Partido Democrático de los Pueblos (HDP), que fue posible gracias a la votación estratégica de los votantes del CHP para que el partido pudiera superar el umbral del 10%. Las conversaciones de coalición no llegaron a ninguna parte. El MHP descartó participar en un gobierno con el HDP en un gobierno liderado por el CHP y el CHP se negó a gobernar con el AKP después de semanas de negociaciones. En unas elecciones anticipadas celebradas en noviembre, el AKP recuperó su mayoría parlamentaria y el apoyo del MHP.
Kılıçdaroğlu apoyó al gobierno en el intento de golpe de Estado de 2016, las purgas posteriores y las incursiones en Siria. Este apoyo llegó tan lejos como para ayudar al gobierno a aprobar una ley para levantar las inmunidades parlamentarias, lo que resultó en el encarcelamiento de parlamentarios del HDP, incluido Selahattin Demirtaş, así como legisladores del CHP.El partido lideró la fallida campaña del "no" para el referéndum constitucional de 2017.
En 2017, los disidentes del MHP fundaron el Partido Bueno. Kılıçdaroğlu fue fundamental para facilitar el ascenso del nuevo partido al transferir diputados para que tuvieran un grupo parlamentario para competir en las elecciones de 2018. En las elecciones generales de 2018, el CHP, el Partido Bueno, Felicidad y el Partido Demócrata establecieron la Alianza Nacional para desafiar al AKP y la Alianza Popular del MHP.Aunque el voto del CHP se redujo al 22%, la votación estratégica para los otros partidos le dio a la alianza el 33% de los votos. Su candidato a presidente, Muharrem İnce, perdió en la primera vuelta, recibiendo solo el 30% de los votos. La Alianza Nacional se restableció para las elecciones locales de 2019, que vieron grandes avances para el CHP, capturando casi el 30% del electorado. Una colaboración tácita con el HDP permitió al CHP ganar las alcaldías municipales de Estambul y Ankara.
Kemal Kılıçdaroğlu fue nominado como candidato del CHP y de la Alianza Nacional para las elecciones presidenciales de 2023. Ekrem İmamoğlu y Mansur Yavaş, alcaldes de Estambul y Ankara respectivamente, junto con otros líderes de los partidos de la Alianza Nacional, se postularon para ser sus vicepresidentes. A pesar de la mediocre respuesta del gobierno a la crisis económica, la pandemia de COVID-19 y el terremoto de Kahramanmaraş, Kılıçdaroğlu perdió su candidatura ante Erdoğan después de llevar la carrera a una segunda vuelta y recibir el 48% de los votos. La Alianza Nacional volvió a perder las elecciones parlamentarias ante la gobernante Alianza Popular. Los partidos más pequeños a la derecha del CHP se presentaron en sus listas, lo que resultó en que recibieran 35 escaños en el parlamento por ganancias electorales mínimas. En el 38.º congreso ordinario del partido, celebrado poco después de las elecciones, Özgür Özel fue elegido líder del CHP, derrotando al titular Kılıçdaroğlu, que ocupaba el cargo desde 2010.

### Principal oposición bajo Özel: 2023-presente
El partido obtuvo una importante victoria en las elecciones locales de 2024. Los alcaldes del CHP fueron reelegidos en Estambul y Ankara, junto con nuevas victorias en las provincias rurales del Egeo y Anatolia Central. Esta fue la primera vez desde 1977 que el CHP ganó el voto popular, con un 37,8% del electorado, y fue la primera derrota del AKP a nivel nacional.

## Ideología
El Partido Republicano del Pueblo es un partido político de centroizquierdaque defiende la socialdemocraciay el kemalismo.El CHP se describe a sí mismo como un "partido socialdemócrata moderno, fiel a los principios y valores fundadores de la República de Turquía".
La distancia entre la administración del partido y muchas bases izquierdistas, especialmente los votantes kurdos de orientación izquierdista,contribuyó al alejamiento del partido de la izquierda política. Algunos izquierdistas críticos del kemalismo critican la continua oposición del partido a la eliminación del artículo 301 del código penal turco, que provocó que se procesara a personas por "insultar la turquidad", entre ellas Elif Şafak y el escritor ganador del Premio Nobel Orhan Pamuk, su condena del periodista turco-armenio Hrant Dink, su actitud hacia las minorías en Turquía, así como su política hacia Chipre.
Numerosos políticos del partido han expresado su apoyo a los derechos LGBTy al movimiento feminista en Turquía.
Kemal Kılıçdaroğlu y luego Özgür Özel han pedido repetidamente que Selahattin Demirtaş y Osman Kavala sean liberados de la cárcel.

### Política exterior
El partido ocupa una posición importante en la Internacional Socialista,la Alianza Progresistay es miembro asociado del Partido de los Socialistas Europeos. En 2014, el CHP instó a la Internacional Socialista a aceptar al Partido Republicano Turco de Chipre del Norte como miembro de pleno derecho.
Durante su última guerra con Hamás, el presidente Özgür Özel acusó a Israel de cometer terrorismo sancionado por el Estado contra el pueblo palestino, declarando que "la izquierda turca nunca está lejos de la causa palestina".
El CHP ha apoyado las intervenciones de Turquía en Oriente Medio. Si bien sigue apoyando la intervención turca en Libia, ha votado en contra de la intervención en Irak desde 2021;desde 2023, también ha votado en contra de la intervención en Siria.
El partido es proeuropeo y apoya la adhesión de Turquía a la Unión Europea. También apoya la adhesión de Turquía a la OTAN y la expansión de la alianza.Los diputados del partido votaron abrumadoramente a favor de la adhesión de Finlandia y Suecia a la OTAN.

## Demografía de votantes

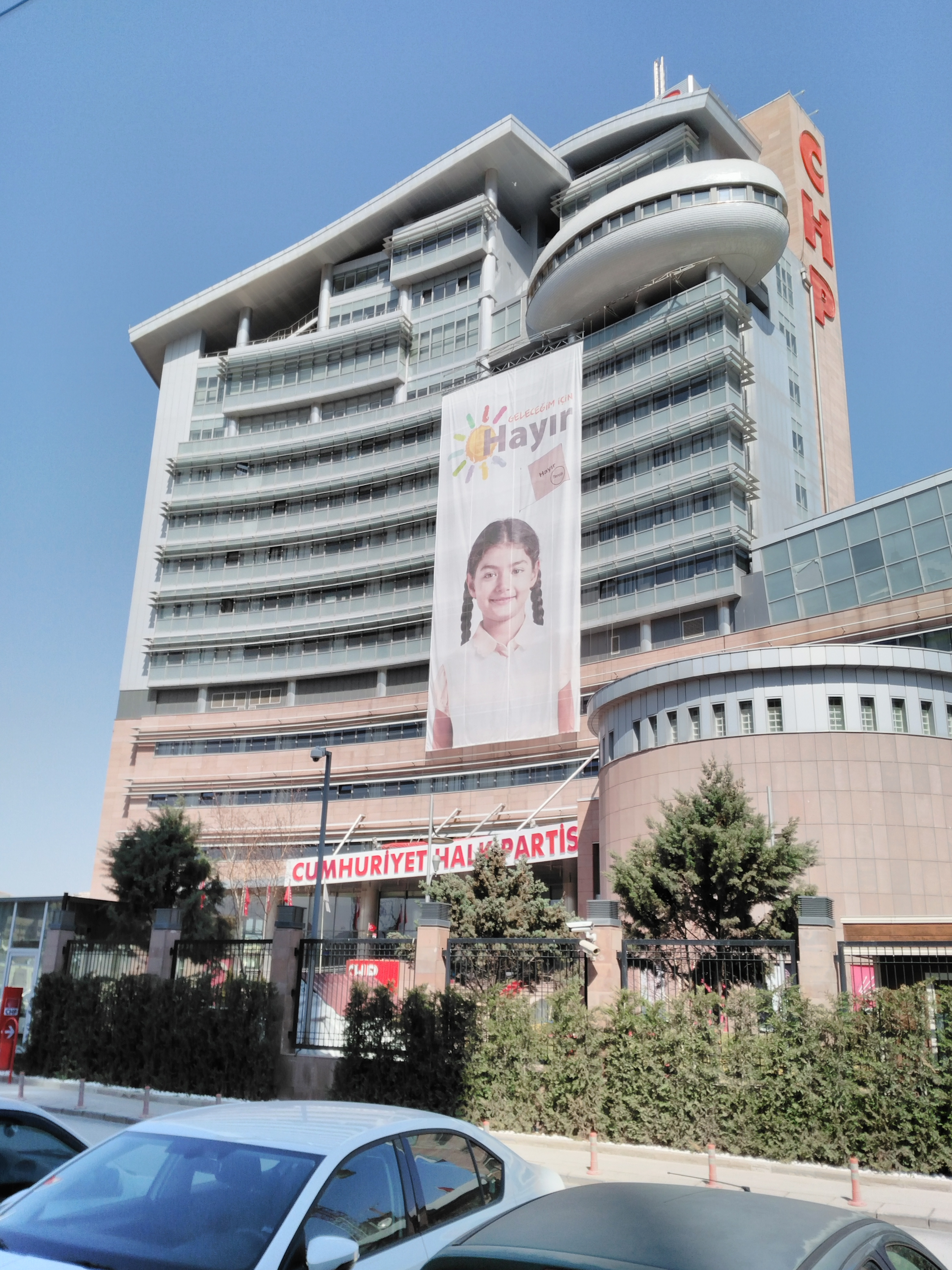
Sede del partido en Ankara, mostrando una pancarta que insta a votar "no" en el referéndum de 2017 para establecer un sistema presidencial.

El CHP obtiene su apoyo de votantes laicos de clase media secular y de religión liberal. Tiene vínculos tradicionales con las clases media y media alta, como trabajadores de cuello blanco, generales retirados y burócratas gubernamentales, así como académicos, estudiantes universitarios, intelectuales de izquierda y sindicatos como DİSK.
El partido también atrae a grupos minoritarios como los alevíes. Según The Economist, "para consternación de su propia dirigencia, el núcleo del electorado del CHP, así como la mayoría de sus diputados, son alevíes".El exlíder del partido, Kemal Kılıçdaroğlu, también era aleví.
El CHP también obtiene gran parte de su apoyo de los votantes de las grandes ciudades y regiones costeras. Los bastiones del partido son el oeste de la región del Egeo (Esmirna, Aydin, Muğla), el noroeste de la región del Mármara (Tracia turca; Edirne, Kırklareli, Tekirdağ, Çanakkale), el este de la región del Mar Negro (Ardahan y Artvin) y la ciudad universitaria de Eskişehir en Anatolia.

## Resultados electorales

### Elecciones generales
| Elecciones                          | Líder                 | # de escaños | ±-  | # de votos | % de votos |
| ----------------------------------- | --------------------- | ------------ | --- | ---------- | ---------- |
| 1923                                | Mustafa Kemal Atatürk | 333/333      |     |            | 100%       |
| 1927                                | Mustafa Kemal Atatürk | 335/335      | 2   |            | 100%       |
| 1931                                | Mustafa Kemal Atatürk | 287/317      | 48  |            | 80%        |
| 1935                                | Mustafa Kemal Atatürk | 401/428      | 114 |            | 80%        |
| 1939                                | İsmet İnönü           | 399/428      | 2   |            | 80%        |
| 1943                                | İsmet İnönü           | 435/455      | 36  |            | 85%        |
| 1946                                | İsmet İnönü           | 395/465      | 40  |            | 84,9%      |
| 1950                                | İsmet İnönü           | 69/487       | 326 | 3.176.561  | 39,9%      |
| 1954                                | İsmet İnönü           | 30/541       | 39  | 3.161.696  | 35,4%      |
| 1957                                | İsmet İnönü           | 178/602      | 147 | 3.753.136  | 41,1%      |
| 1961                                | İsmet İnönü           | 173/450      | 5   | 3.724.752  | 36,7%      |
| 1965                                | İsmet İnönü           | 134/450      | 39  | 2.675.785  | 28,7%      |
| 1969                                | İsmet İnönü           | 143/450      | 9   | 2.487.006  | 27,4%      |
| 1973                                | Bülent Ecevit         | 185/450      | 42  | 3.570.583  | 33,3%      |
| 1977                                | Bülent Ecevit         | 213/450      | 28  | 6.136.171  | 41,38%     |
| Partido prohibido entre 1980 y 1992 |                       |              |     |            |            |
| 1995                                | Deniz Baykal          | 49/550       | 49  | 3.011.076  | 10,71%     |
| 1999                                | Deniz Baykal          | 0/550        | 49  | 2.716.094  | 8,71%      |
| 2002                                | Deniz Baykal          | 178/550      | 178 | 6,113,352  | 19,39%     |
| 2007                                | Deniz Baykal          | 112/550      | 66  | 7.317.808  | 20,88%     |
| 2011                                | Kemal Kılıçdaroğlu    | 135/550      | 23  | 11.155.972 | 25,98%     |
| 2015 (junio)                        | Kemal Kılıçdaroğlu    | 132/550      | 3   | 11.518.139 | 24,95%     |
| 2015 (nov.)                         | Kemal Kılıçdaroğlu    | 134/550      | 2   | 12.111.812 | 25,32%     |
| 2018                                | Kemal Kılıçdaroğlu    | 146/600      | 12  | 11.354.190 | 22,65%     |
| 2023                                | Kemal Kılıçdaroğlu    | 169/600      | 23  | 13.791.299 | 25,33%     |

## Líderes históricos
| N.º                                                          | Nombre (Nac.–muerte)              | Retrato               | Período en el cargo      | Período en el cargo      |
| ------------------------------------------------------------ | --------------------------------- | --------------------- | ------------------------ | ------------------------ |
| 1                                                            | Mustafa Kemal Atatürk (1881–1938) | Mustafa Kemal Atatürk | 9 de septiembre de 1923  | 10 de noviembre de 1938  |
| 2                                                            | İsmet İnönü (1884–1973)           |                       | 26 de diciembre de 1938  | 8 de mayo de 1972        |
| 3                                                            | Bülent Ecevit (1925–2006)         | Bülent Ecevit         | 14 de mayo de 1972       | 30 de octubre de 1980    |
| Partido prohibido tras el golpe de Estado en Turquía de 1980 |                                   |                       |                          |                          |
| 4                                                            | Deniz Baykal (1938–2023)          | Deniz Baykal          | 9 de septiembre de 1992  | 18 de febrero de 1995    |
| 5                                                            | Hikmet Çetin (1937–)              | Hikmet Çetin          | 18 de febrero de 1995    | 9 de septiembre de 1995  |
| -                                                            | Deniz Baykal (1938–2023)          | Deniz Baykal          | 9 de septiembre de 1995  | 23 de mayo de 1999       |
| 6                                                            | Altan Öymen (1932–)               |                       | 23 de mayo de 1999       | 30 de septiembre de 2000 |
| -                                                            | Deniz Baykal (1938–2023)          | Deniz Baykal          | 30 de septiembre de 2000 | 10 de mayo de 2010       |
| 7                                                            | Kemal Kılıçdaroğlu (1948–)        | Kemal Kılıçdaroğlu    | 22 de mayo de 2010       | 5 de noviembre de 2023   |
| 7                                                            | Özgür Özel (1974-)                | Özgür Özel            | 5 de noviembre de 2023   | En el cargo              |